# Прибислав (князь Вагрии)
Прибыслав Вагрский, иначе Прибыслав I — правитель Вагрии в 1129 — после 1156 года. Гельмольд именует его племянником Генриха Бодричского. Ряд авторов на основании этого считают его сыном Бутуя, другие указывают иное родство.

## В державе Кнуда Лаварда
В 1129 году после убийства Святополка и его сына Звенке «пресекся род Генриха».
Права на славянское княжество купил у императора Лотаря Кнуд Лавард. Кнуд Лавард, пленив во время вторжения другого претендента на трон Прибыслава и Никлота («старшего в бодрицкой земле»), стал править над бодричами.
Пленники в оковах были отправлены в темницу Шлезвига, где и находились до тех пор пока не заплатили выкупа и не признали Кнуда своим правителем.
В 1131 году погиб Кнуд Лавард и державу разделили Прибыслав и Никлот. Прибыслав получил Вагрию («земли вагров и полабов»), а Никлот «землю бодричей». Эти князья выступали за сохранение славянской веры. Поэтому Вицелин, не находя у них поддержку в распространении христианства, обратился за помощью к императору Лотарю.

## Завоевание Саксонией
Лотарь решил взять земли, входившие в державу Генриха Бодричского под свой личный контроль. Управление происходило из замка Зигеберг, построенного в Вагрии по приказу Лотаря. Начальником крепости стал Гериман. Лотарь приказал Прибыславу оказывать поддержку Вицелину в христианизации Вагрии. В 1137 году после смерти Лотаря началась борьба за Саксонию между Альбрехтом Медведем и Генрихом Гордым. Во время этой войны графство Гольштейн в 1138 году и крепость Зигеберг получил Генрих фон Бадевиде.
Прибыслав, воспользовавшись смутой в Саксонии, напал на замок и сжег его дотла.
Но на земли Прибыслава совершил нападение Ратце (родственник Круто) разоривший со своим руянами Любек и окрестности.
Генрих фон Бадевиде собрав войско, вторгся в 1139 году в Вагрию. «Земли плуньская, лютилинбургская, альденбургская» были им разорены. В это время Альбрехт Медведь проиграл войну. Генрих фон Бадевиде вынужден был покинуть свои старые и завоеванные земли, предварительно разорив их. В них вернулся Адольф Голштинский. Но во время борьбы за императорский трон в 1139 году умер Генрих Гордый. Его вдова желая ослабить власть Адольфа Голштинского передала ему из славянских земель крепость Зигеберг и Вагрию, а Генрих фон Бадевиде получил Ратцебург и землю полабскую.
Славянские земли сократились. Адольф оставил им лишь «плуньскую, лютилинбургскую и альденбургскую» земли. А на остальные привлек колонистов.

## Встреча с епископом Герольдом
Вновь на исторической сцене Прибыслав появился в 1155 году. В конце 1155 года епископ Альденбургский Герольд приехал в подвластную Прибыславу, часть Вагрии. В альденбургской церкви Герольд встретил лишь Прибыслава и ещё несколько человек.
После пребывания в епископской столице Герольд призывал своих прихожан разрушить сохранившиеся славянские святилища (Прове и других).
В ответ на эти слова Прибыслав пожаловался епископу на тяжкое положение его народа:

«Твои слова, достопочтенный епископ,— божьи слова и ведут нас к спасению нашему, но как вступим мы на этот путь, когда мы опутаны столь великим злом? Чтобы ты мог понять мучение наше, выслушай терпеливо слова мои, ибо народ, который ты здесь видишь, это — твой народ, и справедливо будет нам раскрыть пред тобой нужду нашу. И тогда ты сам посочувствуешь нам. Ибо государи наши так жестоко поступают с нами, что из-за платежей и тягчайшей неволи смерть кажется нам лучше, чем жизнь. Вот в этом году мы, жители этого маленького уголка, уплатили тысячу марок герцогу, потом столько-то сотен марок графу, и этого ещё мало, ежедневно нас надувают и обременяют вплоть до полного разграбления. Как приобщимся мы к новой вере, как будем строить церкви и примем крещение, — мы, перед которыми ежедневно возникает необходимость обращаться в бегство? Но если бы было такое место, куда мы могли бы убежать! Если мы перейдем Травну, там такое же несчастье, если пойдем на реку Пену, и там все так же. Что же остается другое, нежели, покинув землю, не уйти на море и жить там в пучинах. И разве наша вина, если мы, изгнанные с родины, возмутим море и отберем дорожные деньги у данов или купцов, которые плавают по морю? Разве это, не будет вина государей, которые нас на это толкают?»— 83. ОБРАЩЕНИЕ ПРИБИСЛАВА
Епископ Герольд утверждал, что причина притеснений славян в том, что они другой веры. Прибыслав ответил 

«Если герцогу и тебе угодно, чтобы у нас с графом была одна и та же вера, пусть будут нам даны права саксов на владения и доходы, и мы с охотой станем христианами, построим церкви и будем платить свои десятины»— 83. ОБРАЩЕНИЕ ПРИБИСЛАВА
После этого был созван съезд славянских князей, где им предложили принять христианство. На это предложение Никлот ответил: 

«Бог, который на небесах, пусть будет твой бог, а ты будь нашим богом, и нам этого достаточно. Ты его почитай, а мы тебя будем почитать»
 Это не понравилось Генриху Льву и христианизация продолжилась.
После 1156 года Прибыслав не упоминается. Известно, что славяне участвовали в датской междоусобице Свена, Кнуда и Вальдемара. В 1159 году когда славяне Вагрии должны были платить церковный налог епископу князь у них также не упомянут.